# Mardonius nakitawa
Mardonius nakitawa är en mångfotingart som först beskrevs av Filippo Silvestri 1907.  Mardonius nakitawa ingår i släktet Mardonius och familjen Spirostreptidae. Inga underarter finns listade i Catalogue of Life.